# Parasipyloidea acuminata
Parasipyloidea acuminata är en insektsart som beskrevs av Ludwig Redtenbacher 1908. Parasipyloidea acuminata ingår i släktet Parasipyloidea och familjen Diapheromeridae. Inga underarter finns listade i Catalogue of Life.